# Phoxinus lumaireul
Phoxinus lumaireul är en fiskart som först beskrevs av Schinz, 1840.  Phoxinus lumaireul ingår i släktet Phoxinus och familjen karpfiskar. IUCN kategoriserar arten globalt som livskraftig. Inga underarter finns listade i Catalogue of Life.